# 黄平万
黄平万（1893年9月16日—？），真名王世麟，字履祥，化名王良翰、王凌汉、王用时:89，中国共产党早期党员。

## 生平
1893年9月16日，黄平万出生于四川西充。3岁时因与叔父玩耍时发生意外而导致右腿残疾。1908年，黄平万考入西充县立高级小学，1911年辛亥革命中因鼓动同学罢课而被开除。之后黄平万进入成都联合中学读书，1913年转入南充中学。1915年前往上海，进入同济大学补习，1917年考入北京大学理预科。在北京大学就读期间，黄平万接触到了马克思主义。1919年3月，黄平万前往法国勤工俭学，1922年加入中国少年共产党。1923年，旅欧中国少年共产党改名为旅欧中国共产主义青年团，黄平万担任候补委员。1923年秋天，黄平万进入苏联莫斯科东方劳动者共产主义大学学习，并于在校期间经赵世炎、陈延年、王若飞等人介绍加入中国共产党。回国后，1925年4月，黄平万被陈独秀派至河南组织工人运动，并于当月和李震瀛组建了中国共产党郑州支部，黄平万担任书记。1925年6月至10月，黄平万担任新成立的郑州地方执行委员会的书记，同时参与组建了共青团郑州支部。在此期间，黄平万组织工人参与了五卅运动等工人运动，还协助建立了中国国民党郑州市党部并担任党部代表。1925年10月至1926年3月，黄平万担任中共豫陕区委委员，1925年10月至12月担任豫陕区委书记。1925年11月底，黄平万前往西安，筹建中共西安地方执行委员会，并于1926年间担任该执行委员会书记，期间组织人员协助国民军击溃了刘镇华的围城部队。1926年12月，黄平万和吴化之等人组织成立陕西党团联席会议，至次年2月期间一直担任该会议书记。1927年1月参加中国国民党陕西省代表大会，会上当选执行委员会委员和农民运动委员会书记，负责陕西省境内的农民运动。1927年4月和5月在武汉参加中国共产党第五次全国代表大会，会后负责中共陕西省委宣传工作。同年8月，黄平万调任中共江苏无锡地委书记。:89:9-17:1585:76-80
1927年年底，黄平万回到四川组织党务工作，但在此期间与中共党组织脱离了联系。此后黄平万先于四川西充县立中学任教，后于1929年进入成都大学担任预科社会学教员和出版部主任。1931年，黄平万被成都三军联合办事处逮捕，之后被张澜营救出狱，随后担任张澜组织的成都安抚委员会的通讯社社长。1935年，黄平万担任丰都中学校长。为躲避国民政府追捕，黄平万此后先后在绵阳中学、南充嘉陵高中等学校工作。1939年，黄平万再次被捕，但他与中国共产党之间的关系已经无从证明，故随后被释放。当年4月，黄平万原计划前往延安，途中由于资金困难随他人前往兰州经商。直至1949年中国人民解放军攻克兰州后，黄平万向中共甘肃省委提交材料说明情况，并申请分配工作。1950年1月，黄平万被分配进入兰州女子师范学校任教，1953年冬天离开兰州回四川探亲，自此失踪。:89:18-20:1585